# Lulú de noche
Lulú de noche és una pel·lícula espanyola dirigida, escrita i produïda per Emilio Martínez-Lázaro el 1986, que seria candidat al Goya al millor director en els I Premis Goya de 1987. Fou protagonitzada per Imanol Arias, Asunción Balaguer i Antonio Resines. La banda sonora és d'Ángel Muñoz-Alonso. Està basada en l'obra de etatre Lulu, de Frank Wedekind.

## Argument
Germán Ríos és un jove director de teatre, que intenta recrear en la seva pròxima representació el mite de Lulú, la dona devoradora d'homes que va acabar de prostituta de carrer i víctima de Jack l'Esbudellador. Trobarà multitud d'obstacles per a poder dur a terme el seu propòsit, i coneixerà a tota una sèrie de personatges que finalment l'ajudaran a aconseguir que es conegui millor a si mateix.

## Repartiment
- Imanol Arias - Rufo
- Amparo Muñoz - Nina
- Antonio Resines - Germán Rios
- Assumpta Serna - Amelia
- Patricia Adriani - Lola
- Asunción Balaguer - Josefina
- Fernando Vivanco - César Valle
- Pilar Marco
- El Gran Wyoming - Paco
- Chus Lampreave - Farmacèutica #2
- Bárbara Tardón
- Yelena Samarina - Actriu
- Luis Hostalot
- Ricardo Palacios – Propietari Jazz Bar
- Estanis González - Policia
- Margarita Calahorra - Farmacèutica #1
- Fernando Sotuela – Sacerdot
- Mercedes Camins
- Concha Gómez Conde – Veïna
- Ángel Muñoz Alonso - Ángel (El Maestro Reverendo)
- Jesús Fernández - Juanín
- Fernando Salas
- Antonio Chamorro - Recepcionista hotel
- Mapi Galán – Ella mateixa
- José Luis Baringo
- Florindo Tomás
- Emilio Fuentes
- José Ramón Pardo - Policía
- Santos Salazar
- Julio Pérez Perucha
- Francisco Llinás – Quintanilla
- Laura Bayonas - Laura
- Ángeles Caso – Ella mateixa
- Rosa María Mateo – Ella mateixa
- Joan Pau II – Ell mateix